# Seidite-(Ce)
La seidite-(Ce) è un minerale.

## Etimologia
Prende il nome dalla località di rinvenimento: il lago russo Seidozero, situato nella parte centrale dei giacimenti di Lovozero nella penisola di Kola.